# Jystrup Sogn
Jystrup Sogn 
ist eine Kirchspielsgemeinde (dän.: Sogn)
auf der Insel Sjælland im südlichen Dänemark.
Bis 1970 gehörte sie zur Harde Ringsted Herred im damaligen Sorø Amt, danach zur Ringsted Kommune im Vestsjællands Amt, die im Zuge der  Kommunalreform zum 1. Januar 2007 Teil der Region Sjælland geworden ist.
Im Kirchspiel leben 1207 Einwohner, davon 850 im Kirchdorf (Stand: 1. Januar 2023).
Im Kirchspiel liegt die Kirche „Jystrup Kirke“.
Nachbargemeinden sind im Süden Vigersted Sogn und im Westen Valsølille Sogn, ferner in der nördlich benachbarten Lejre Kommune Særløse Sogn und in der östlich benachbarten Køge Kommune Borup Sogn.